# Mémorial du 19 août 1942
Le Mémorial du 19 août 1942 est un musée consacré au raid de Dieppe du 19 août 1942. Le musée est situé à Dieppe (Seine-Maritime), dans l'ancien théâtre municipal.

## Description
Le musée ouvre en 2002 à quelques semaines des cérémonies marquant les soixante ans du raid. Il est le fruit de l'action de l'association Jubilee qui reprend le nom de code de l'opération militaire.